# Luke Benward
Lucas Aaron "Luke" Benward, född 12 maj 1995 i Franklin, Tennessee, USA, är en amerikansk skådespelare. Han är mest känd för sin roll som Billy i Ska vi slå vad? och som Charlie Tuttle i en av Walt Disney Pictures filmer Minutemen. Han har huvudrollen i filmen Mostly Ghostly: Who Lets The Ghosts Out?. Under 2014 medverkade han i filmen Clound 9, som en av huvudrollerna Will Clound, ett före detta snowbordproffs.

## Filmografi
| År   | Titel                 | Roll            | Övrigt                                        |
| ---- | --------------------- | --------------- | --------------------------------------------- |
| 2002 | We Were Soldiers      | David Moore     | Liten roll                                    |
| 2002 | Family Affair         | Jody Davis      | TV-serie (pilot)                              |
| 2005 | Because of Winn-Dixie | Stevie Dewberry |                                               |
| 2006 | Ska vi slå vad?       | Billy           | Huvudroll med Adam Hicks                      |
| 2008 | Minutemen             | Charlie Tuttle  | Huvudroll med Jason Dolley och Nicholas Braun |
| 2008 | Diamond Dog Caper     | Owen            | Huvudroll                                     |
| 2008 | Mostly Ghostly        | Nicky           | Huvudroll med Adam Hicks                      |
| 2009 | Dear John             | Alan (14 år)    | Liten roll                                    |
| 2012 | Girl vs. Monster      | Ryan Dean       | Disney Channel Original Movie                 |
| 2013 | Lycka till Charlie!   | Beau            | Gästskådespelare i 6 avsnitt                  |
| 2015 | Cloud 9 Disney-film   |                 |                                               |